# پال بورووسکی
پال بورووسکی (آلمانی: Paul Borowski; ۱۹ مارس ۱۹۳۷ – ۲۲ دسامبر ۲۰۱۲) قایقران قایق بادبانی اهل آلمان بود.